# Stomorska
Stomorska falu Horvátországban Split-Dalmácia megyében. Közigazgatásilag Šoltához tartozik.

## Fekvése
Splittől 16 km-re délnyugatra, Trogirtól 18 km-re délkeletre, községközpontjától légvonalban 6, közúton 10 km-re délkeletre, Dalmácia középső részén, Šolta szigetének keleti felének azonos nevű, északi fekvésű szűk öblében fekszik. Turisztikai fejlődését a Splittel való jó hajóforgalmi összeköttetés biztosítja. Közút köti össze a gornja krušicai halászkikötővel és Gornje Selóval is.

## Története
Stomorskát a 14. században Gornje Selóhoz tartozó öbölként említik először. Nevét onnan kapta, hogy a Szűz Mária tiszteletére szentelt Gospe od Stomorije (másképpen Gospe od Bori) templom alatt fekszik. Az öböl mindazonáltal csak a 17. században népesült be, amikor a török veszély hatására a közeli szárazföldi területekről sokan menekültek át a biztonságosabb szigetre. A hvari Bučić család létesített itt kis hajóépítő üzemet. A spliti Cindro és a tugari Novaković család az öböl mélyén erődített nyári kastélyt is építtetett. 1797-ben a Velencei Köztársaság megszűnésével a település a Habsburg Birodalom része lett. 1806-ban Napóleon csapatai foglalták el és 1813-ig francia uralom alatt állt. Napóleon bukása után ismét Habsburg uralom következett, mely az első világháború végéig tartott. A 19. század elején kiépült a parti sétány, majd 1870-ben felépítették a Szent Miklós templomot és az iskola régi épületét. A település ismert volt kiváló hajósairól is, akik vitorlásaikon gabonát, meszet és más árukat szállítottak. 1857-ben 112, 1910-ben 295 lakosa volt. Az I. világháború után rövid ideig az Olasz Királyság, ezután a Szerb-Horvát-Szlovén Királyság, majd Jugoszlávia része lett. A második világháború idején olasz csapatok szállták meg. Lakossága 2011-ben 245 fő volt, akik a turizmus mellett főként mezőgazdaságból (szőlő, olíva) és halászatból éltek. A településen postahivatal működik.

## Lakosság
| Lakosság változása | Lakosság változása | Lakosság változása | Lakosság változása | Lakosság változása | Lakosság változása | Lakosság változása | Lakosság változása | Lakosság változása | Lakosság változása | Lakosság változása | Lakosság változása | Lakosság változása | Lakosság változása | Lakosság változása | Lakosság változása |
| ------------------ | ------------------ | ------------------ | ------------------ | ------------------ | ------------------ | ------------------ | ------------------ | ------------------ | ------------------ | ------------------ | ------------------ | ------------------ | ------------------ | ------------------ | ------------------ |
| 1857               | 1869               | 1880               | 1890               | 1900               | 1910               | 1921               | 1931               | 1948               | 1953               | 1961               | 1971               | 1981               | 1991               | 2001               | 2011               |
| 112                | 0                  | 165                | 199                | 294                | 295                | 213                | 312                | 312                | 286                | 303                | 206                | 101                | 117                | 199                | 245                |

(1869-ben-ben lakosságát Gornje Selóhoz számították.)

## Nevezetességei
- Szent Miklós tiszteletére szentelt temploma 1870-ben épült.
- A Cindro család várkastélya.
- Stomorska festői fekvésű település, mely bővelkedik természeti szépségekben. Érdekesek az eredeti formájukban fennmaradt régi halászházak.

## Galéria
- A stomorskai Szent Miklós templom
- A Stomorska-öböl a tenger felől.
- Tengerparti házak
- Kikötői látkép
- A strandok egyike
- A strandok egyike